# راي هولمبرغ
راي هولمبرغ (بالإنجليزية: Ray Holmberg)‏ هو سياسي أمريكي، ولد في 10 ديسمبر 1943 في غراند فوركس في الولايات المتحدة. حزبياً، نشط في الحزب الجمهوري.